# Высокораменское
Высокора́менское — село в Шабалинском районе Кировской области России. Административный центр Высокораменского сельского поселения.

## География
Село находится в западной части региона, в пределах Волжско-Ветлужской равнины, в подзоне южной тайги.

### Климат
Климат характеризуется как континентальный, с продолжительной холодной снежной зимой и умеренно тёплым коротким летом. Среднегодовая температура — 1,6 °C. Средняя температура воздуха самого холодного месяца (января) составляет −13,8 °C; самого тёплого месяца (июля) — 17,5 °C . Безморозный период длится 89 дней. Годовое количество атмосферных осадков — 721 мм, из которых 454 мм выпадает в тёплый период.

## История
В 1964 году указом Президиума Верховного Совета РСФСР село Богословское переименовано в Высокораменское.

## Население
| 2010 |
| ---- |
| 351  |

## Экономика
Основа экономики — сельское хозяйство.